# Мережко Олександр Олександрович
Олександр Олександрович Мережко (нар. 14 лютого 1971, м. Бобринець, Кіровоградська область, УРСР) — український правознавець, юрист-міжнародник, доктор юридичних наук, професор, Заслужений юрист України. 
Голова Комітету Верховної Ради України з питань зовнішньої політики та міжпарламентського співробітництва.
Віцепрезидент Парламентської асамблеї Ради Європи (з січня 2020 р. по січень 2022 р.). Член Постійної делегації у Парламентській асамблеї Ради Європи. 
Заступник глави делегації України для участі у Тристоронній контактній групі.
Співголова Міжпарламентського альянсу по Китаю.
Член команди Президента України Володимира Зеленського. 
Член Українського товариства міжнародного права та Американської асоціації міжнародного права.
Голова Української частини Асамблеї Верховної Ради України та Сейму Литовської Республіки. 
Заступник співголови міжпарламентської асамблеї Парламенту Грузії, Парламенту Республіки Молдова і Верховної Ради України. 
Заступник співголови  міжпарламентської асамблеї Верховної Ради України, Сейму Литовської Республіки та Сейму і Сенату Республіки Польща. 
Заступник Співголови міжпарламентської ради Україна-НАТО. 
Заступник Голови Виконавчого комітету Національної парламентської групи в Міжпарламентський союз. 

## Життєпис
Олександр Мережко народився 14 лютого 1971 року в Бобринці на Кіровоградщині.
1994 року закінчив Інститут міжнародних відносин при Київському університеті ім. Шевченка з відзнакою (спеціальність — міжнародне право). У 1992—1993 роках навчався в Денверському університеті (США).
1996 року закінчив аспірантуру Інституту міжнародних відносин при КНУ, захистив кандидатську дисертацію з міжнародного права на тему «Концепція гуманітарної інтервенції та механізм захисту прав людини в рамках ООН» (рішення Спеціалізованої вченої ради Інституту держави й права ім. Корецького НАН України від 15 листопада 1996 р., протокол № 13). У грудні 2002 року захистив докторську дисертацію з міжнародного права на тему «Теорія та принципи транснаціонального торгового права (Lex Mercatoria)» в Інституті міжнародних відносин КНУ імені Тараса Шевченка (рішення Президії Вищої атестаційної комісії України від 21 травня 2003 року, протокол № 36-11/5); Проходив численні наукові стажування за кордоном. У 2001 році — Інституті ім. Гаррімана Колумбійського університету (США); в 2004—2005 роках — Інституті імені Кеннана Центру ім. Вудро Вільсона (США), в 2010—2011 роках — в одному з дослідних інститутів у м. Вашингтон (США).

### Педагогічна робота
- 1997 — викладач курсу «Гуманітарна інтервенція та міжнародне право» — Денверський університет (США).
- 1997—1998 — доцент, заступник завідувача кафедри зовнішньої політики Дипломатичної академії України при МЗС України.
- 1998—2000 — асистент, доцент Інституту міжнародних відносин при Київському національному університеті імені Тараса Шевченка.
- 2000—2001 — викладав у Школі права Дікінсона Пенсільванського університету (США).
- 2001—2005 — доцент, професор Інституту міжнародних відносин при КНУ.
- 2005—2011 — професор, завідувач кафедри міжнародного права Університету економіки та права «КРОК» (Київ).
- 2005—2011 — професор, завідувач кафедри міжнародного права Католицького Люблінського університету ім. Іоанна Павла II (м. Стальова Воля), член Вченої ради Інституту права цього ж університету (Польща).
- 2011—2017— професор Національного транспортного університету.
- 2011—2018 — професор Академії імені Анджея Фрича Моджевського (Польща).
- 2012 (березень — травень) — запрошений професор Казахстансько-Британського технічного університету та Університету міжнародного бізнесу.
- 2017—2018 — професор Університету державної фіскальної служби України.
- 2017—2018 — професор Глобального університету ім. Джіндала (Індія).

2002 року отримав звання «доцента кафедри міжнародного, приватного та митного права». 2009 року отримав звання професора. Автор близько 15 монографій та навчальних посібників з питань міжнародного права, близько 150 наукових статей (у тому числі, монографії та навчальні посібники: «Силовий захист прав людини» (1998), «Право міжнародних договорів» (2002), «История международно-правовых учений», «Наука международного частного права: история и современность» (2004, 2006); «Наука политики международного права: истоки и перспективы» (2009), «Проблемы теории международного публичного и частного права» (2010). Відзначений численними відзнаками та науковими нагородами.
2000 року — отримав вузівську премію ім. Шевченка за монографію «Силовий захист прав людини: питання легітимності в сучасному міжнародному праві» (1998 р., перевидання — 1999 р.). У 2003 році отримав спеціальну відзнаку Спілки юристів України у номінації юридичні індивідуальні монографічні видання за монографію «Вступ до філософії міжнародного права. Гносеологія міжнародного права».
Володіє англійською, польською, французькою та російською мовами. 
Був заступником голови Товариства програми ім. Фулбрайта. 
Член Комітету ВРУ з питань правової політики до 17 січня 2020 р. Голова підкомітету з цивільного та адміністративного законодавства. 
Член тимчасової слідчої комісії ВРУ з питань розслідування можливих протиправних дій представників органів державної влади та інших осіб, що могли сприяти порушенню державного суверенітету, територіальної цілісності та недоторканності України і становити загрозу національній безпеці України (з 19 травня 2021 року).
У січні 2023 року брав участь у виборах президента ПАРЄ.

## Політика
Кандидат у народні депутати від партії «Слуга народу» на парламентських виборах 2019 року, № 85 у списку. Член Комітету ВРУ з питань правової політики, з 17 січня 2020 року — голова Комітету ВРУ із зовнішньої політики, що змінив Богдана Яременка на цій посаді.

## Наукова діяльність
Спеціалізується на питаннях філософії та теорії міжнародного права, цивільного права, а також міжнародного приватного права. Філософсько-правова концепція професора Мережка полягає в тому, що право являє собою складний динамічний процес взаємодії п'яти складових («п'яти світів права»):
1. права як юридичного тексту (семіотичний аспект права);
2. права як юридичної емоції (психологічний аспект права);
3. права як соціального відношення (соціологічний аспект права);
4. права як зовнівираженої поведінки (біхевіоральний аспект права);
5. права як прагнення до досягнення певних трансцендентних ідеалів і цінностей (метафізика права).

Взаємодія цих п'яти вимірів, в яких існує і розвивається право, і утворюють феномен права в цілому.
Розвиває концепцію «міжцивілізаційного права», під якою він пропонує розуміти сукупність принципів і норм (юридичних, політичних і моральних), спрямованих на регулювання взаємовідносин між різними цивілізаціями. Він також сформулював поняття «мем права», під яким розуміється одиниця передачі юридично значимої інформації.

### Дослідження російської політики
Досліджує політико-правову систему й історію РФ з точки зору соціології права. Спираючись на публікації Миколи Тимашева, пише, що під фасадом «керованої демократії» ховається режим деспотичної влади у пом'якшеній формі, характерний для історії російської держави.
У статті «Росія як фашистське суспільство» доводить, що сьогодні Росія відповідає науково-соціологічним критеріям фашистського суспільства.

### Історія міжнародного права
У книзі «Російська наука міжнародного права у період Першої світової війни» (Київ, 2014) проаналізував міжнародне право в період війни й піддав критиці сучасну російську доктрину міжнародного права, яка після початку тимчасової анексії Криму Російською Федерацією перетворилась на пропаганду путінського режиму.

### Погляди на агресію Росії щодо інших країн
Є автором численних статей на тему агресії Росії проти України, досліджує її з точки зору міжнародного права. Обґрунтовує право кримськотатарського народу на самовизначення як корінного в рамках України. Проводить критичний аналіз аргументації російських юристів-міжнародників і показує злочинний характер анексії Криму Росією. У 2008 році у одній із публіцистичних статей трактував Російсько-грузинську війну як грузинську агресію «імперського» режиму Саакашвілі проти Південної Осетії, яка відповідала основним критеріям державності, а сам осетинський народ мав право, на думку Мережка, на сецесію. У цій же статті висловив думку, що Україна повинна визнати легітимність відділення як Косова так і Південної Осетії і Абхазії за аналогією міжнародного визнання Косова з боку більшості країн ЄС, а також США, Канади та Австралії. У 2020 році у розмові із Радіо Свобода Мережко заявив, що Росія, вдершись на територію Грузії в 2008 році під прикриттям миротворчості насправді провела збройну агресію Грузії з окупацією частини її суверенної території.

### Дослідження статусу Росії в ООН
Обґрунтував тезу про те, що Росія, зайнявши місце СРСР в Раді Безпеки ООН, тим самим явно порушила статут ООН, оскільки вона не може вважатися тією самою державою і тим самим суб'єктом міжнародного права, що і СРСР; а відтак Росію з точки зору міжнародного права не можна вважати членом ООН.

## Участь у міжнародних наукових конференціях з питань анексії Криму
- У червні 2014 року виступив із доповіддю «Ідеологія лібералізму та міжнародне право» на науковій конференції у Тартуському університеті (Естонія), в якій піддав критиці анексію Росією Криму з точки зору міжнародного права.
- У вересні 2014 року виступив із доповіддю «Розпад СРСР і територіальні наслідки» в Інституті ім. Планка у Гейдельберзі (Німеччина), в якій показав неправомірність анексії Росією Криму[23][24][25].
- У грудні 2014 року виступив в Університеті Гельсінкі (Фінляндія) на семінарі «Українська криза» з доповіддю, в якій представив міжнародно-правові аргументи проти вторгнення Росії на Донбасі.
- У березні 2015 року у Варшаві на конференції «Випадок Криму у світлі міжнародного права» поставив питання про форми та механізми міжнародно-правової відповідальності Росії за агресію проти України[26][27].

## Скандальні заяви
- У статті «Хто відповідальний за Голодомор в Україні» («Кто несет ответственность за Голодомор?», 18 січня 2007 року) стверджує, що сучасна Україна відповідно до міжнародного права, як правонаступник УРСР, на території якої і за співучасті влади якої було створено геноцид українців, має нести відповідальність по відношенню до жертв голодомору і їхніх нащадків і ця відповідальність має бути виражена у справедливій та адекватній моральній і матеріальній компенсації, в тому числі зменшення комунальних платежів. Як приклад наводить США з їхніми компенсаціями корінним народам — індіанцям[28].
- У статті «Сон розуму: український націоналізм як ідеологія» («Сон разума: украинский национализм как идеология», 17 квітня 2007) зазначає, що «прихильник українського націоналізму сприймає мову не просто як засіб комунікації, а як якусь особливу метафізичну сутність, що стоїть над людиною і вимагає поклоніння. У такому вигляді українська мова як мова державна стає інструментом репресії по відношенню до тих, хто говорить і думає за допомогою російської чи іншої мови, що неминуче підриває стабільність українського суспільства і веде до взаємного озлоблення»[29].
- У статті «Марксофобія» («Марксофобия», видання «Левая Политика. Левые в России», 2007) стверджує, що найбільш завзятими вітчизняними марксофобами є якраз ті, хто в недавньому минулому були активістами КПРС або викладачами марксизму-ленінізму, а тому, марксфобія — це «придушений страх, що хтось може пригадати цим людям їх „тоталітарне минуле“, який трансформується в ірраціональну агресію по відношенню до всього того, що пов'язано з ім'ям Маркса». Тому, на думку автора, це явище має суто емоційний характер та є ознакою авторитарної особистості й інтелектуального самооскоплення[30].

## Політичні погляди
Є прихильником антропоцентризму й ідеалів гуманізму.
Виступає на захист прав жінок проти насильства. Створив і очолив у Верховній Раді Міжфракційне об'єднання «За ратифікацію Стамбульської конвенції!», яке проводило активну кампанію підтримки ратифікації цієї Конвенції.

Наприкінці 1990-х знаходився під впливом критичної теорії Франкфуртської школи, зокрема таких соціальних філософів, як Еріх Фромм; однак пізніше, під впливом філософії Петражицького перейшов на позиції ліберальної демократії. Є послідовним прихильником повної свободи слова та думки.
Україна опинилася в новій версії Російської імперії — СРСР, де стала жертвою того, що деякі вважають геноцидом — Голодомору. Рафаль Лемкін, автор терміну «геноцид», називав Голодомор прикладом радянського геноциду: «Це не просто масове вбивство. Це геноцид, знищення культури й народу. Радянська національна єдність створюється не шляхом єдності ідей і культур, а шляхом повного знищення всіх культур і всіх ідей за винятком однієї — радянської». Російська військова агресія проти України є нічим іншим, як продовженням традиційної російської імперіалістичної політики націленої на знищення незалежної української держави і поневолення українського народу.
В інтерв'ю «Радіо Свобода» назвав США партнером і другом України.
У 2020 році виступив перед петиційним комітетом німецького Бундестагу, навівши аргументи на користь визнання Голодомору геноцидом українського народу.
Є одним із авторів і ініціаторів звернення Верховної Ради України до Бундестагу щодо визнання Голодомору геноцидом Українського народу.
Став одним із ініціаторів визнання злочинів Росії геноцидом Українського народу, а також прийняття Верховною Радою України звернення до парламентів і країн світу щодо визнання злочинів Росії геноцидом Українського народу.

## Нагороди і звання
- Почесне звання Заслужений юрист України (23 серпня 2021 року) — за значний особистий внесок у державне будівництво, зміцнення обороноздатності, соціально-економічний, науково-технічний, культурно-освітній розвиток Української держави, вагомі трудові досягнення, багаторічну сумлінну працю та з нагоди 30-ї річниці незалежності України[36]

## Роботи
1. Транснаціональне торгове право, 2002 рік.
2. Введення у філософію міжнародного права, 2002 рік.
3. Право міжнародних договорів: сучасні проблеми теорії практики, 2002 рік.
4. Колізійне право США, 2002 рік.
5. Договір у приватному праві, 2003 рік.
6. Історія міжнародно-правових вчень, 2006 рік.
7. Наука міжнародного приватного права: історія і сучасність, 2006 рік.
8. Наука політики міжнародного права: витоки і перспективи, 2009 рік.
9. Проблеми теорії міжнародного публічного та приватного права, 2010 рік.
10. Ідея міжнародного права (історико-соціологічний нарис), 2011 рік.
11. Психологічна теорія міжнародного права (публічного і приватного), 2012 рік.
12. Соціологія права М. С. Тимашева, 2012 рік.